# Pettson och Findus – Kattonauten
Pettson och Findus – Kattonauten är en svensk animerad film från 2000. Filmen är en uppföljare till Pettson och Findus – Katten och gubbens år och är baserad på Sven Nordqvists sagofigurer Pettson och Findus.

## Handling
Pettson och Findus skriver brev till kungen. Medan de väntar på svar så får de besök av tigrar, älgar och kanske en och annan bortglömd släkting.

## Rollista
- Tord Peterson – Pettson
- Kalle Lundberg – Findus
- Mona Seilitz – Prillan
- Gunnar Uddén – Gustavsson
- Meta Velander – Elsa
- Thomas Petersson – brevbäraren
- Towa Carson – Beda Andersson
- Lena Nyman – fru Fellini
- Tommy Johnson – tigern István
- Lasse Brandeby – Alfred
- Ingvar Kjellson – kung Gustaf VI Adolf
- Pierre Lindstedt – kort jägare
- Anders Öjebo – lång jägare